# Danh sách đĩa đơn bán chạy nhất tại Hàn Quốc
Đây là một danh sách các đĩa đơn bán chạy nhất ở Hàn Quốc chưa hoàn thiện. Tất cả các đĩa đơn được liệt kê ở đây đã chính thức bán được ít nhất 3 triệu bản. Trừ khi có quy định khác, tất cả số liệu bán hàng đều là lượt tải kỹ thuật số do Hiệp hội Công nghiệp Nội dung Âm nhạc Hàn Quốc (KMCIA) tổng hợp cho bảng xếp hạng Gaon Music Chart kể từ năm 2010.
- Trước khi thành lập Gaon Music Chart vào năm 2010, các bảng xếp hạng âm nhạc của Hàn Quốc đã được cung cấp bởi Hiệp hội công nghiệp âm nhạc Hàn Quốc (MIAK), đã ngừng tổng hợp dữ liệu vào năm 2008.[1][2] Không có hồ sơ bảng xếp hạng tích lũy về các đĩa đơn kỹ thuật số được biết đến trước năm 2010.
- Hàn Quốc đã trải qua sự sụt giảm về doanh số bán nhạc kỹ thuật số bắt đầu vào cuối năm 2012.[3] Giá của các bản nhạc tải kỹ thuật số đã bị đội lên rất nhiều và kết quả là chỉ có 5 bài hát được phát hành kể từ năm 2013 — "Wild Flower" (2014) bởi Park Hyo-shin, "Shape of You" (2017) bởi Ed Sheeran, "Every Day, Every Moment" (2018) bởi Paul Kim, "Friday" (2013) và "Through the Night" (2017) bởi IU — vượt qua mốc doanh số 3 triệu bản.
- Tất cả tổng doanh số được làm tròn đến hàng trăm và được biểu thị bằng hàng nghìn.
- Các số liệu được liệt kê dưới đây có phần thấp hơn so với doanh số thực tế. Nói chung, chúng chỉ là tổng của các doanh số bán hiện có hoặc được lưu trữ được tính cho đến tháng hoặc năm cuối cùng của mỗi bài hát được xếp hạng. Gaon Music Chart chỉ vừa mới chính thức công bố doanh số ca khúc phát hành cho đến nay, mặc dù chỉ liệt kê các bài hát đã đạt được mỗi khi có thêm 2,5 triệu bản được bán ra.
- Gaon Music Chart đã ngừng công bố số liệu bán hàng cho các bài hát trong năm 2018.
- Các số liệu sau đây không bao gồm doanh số từ các bản remix.

## Kỷ lục
| Bài hát                                | Nghệ sĩ                                            | Năm  | Tổng doanh số (triệu) |
| -------------------------------------- | -------------------------------------------------- | ---- | --------------------- |
| "Cherry Blossom Ending"                | Busker Busker                                      | 2012 | 7.5                   |
| "You & I"                              | IU                                                 | 2011 | 6.07                  |
| "Moves like Jagger"                    | Maroon 5 hợp tác với Christina Aguilera            | 2011 | 5.58                  |
| "Wild Flower"                          | Park Hyo Shin                                      | 2014 | 5.0                   |
| "Through the Night"                    | IU                                                 | 2017 | 5.0                   |
| "Shape of You"                         | Ed Sheeran                                         | 2017 | 5.0                   |
| "Every Day, Every Moment"              | Paul Kim                                           | 2018 | 5.0                   |
| "I Will Go to You Like the First Snow" | Ailee                                              | 2017 | 5.0                   |
| "Gift"                                 | MeloMance                                          | 2017 | 5.0                   |
| "Friday"                               | IU hợp tác với Jang Yi-jeong của History           | 2013 | 5.0                   |
| "Good Day"                             | IU                                                 | 2010 | 4.8                   |
| "Trouble Maker"                        | Trouble Maker                                      | 2011 | 4.46                  |
| "I Miss You"                           | Noel                                               | 2011 | 4.45                  |
| "Roly-Poly"                            | T-ara                                              | 2011 | 4.41                  |
| "Nagging"                              | IU và Lim Seulong                                  | 2010 | 4.24                  |
| "I Can't"                              | 4Men hợp tác với Mii                               | 2010 | 4.21                  |
| "Memory of the Wind"                   | Naul                                               | 2012 | 4.21                  |
| "Party Rock Anthem"                    | LMFAO hợp tác với Lauren Bennett và GoonRock       | 2011 | 4.2                   |
| "Gangnam Style"                        | Psy                                                | 2012 | 4.04                  |
| "Fantastic Baby"                       | Big Bang                                           | 2012 | 4.04                  |
| "Don't Say Goodbye"                    | Davichi                                            | 2011 | 4.02                  |
| "So Cool"                              | Sistar                                             | 2011 | 4.01                  |
| "The Western Sky"                      | Ulala Session                                      | 2011 | 3.93                  |
| "Be My Baby"                           | Wonder Girls                                       | 2011 | 3.92                  |
| "Hello"                                | Huh Gak                                            | 2011 | 3.8                   |
| "I Am the Best"                        | 2NE1                                               | 2011 | 3.8                   |
| "Cry Cry"                              | T-ara                                              | 2011 | 3.78                  |
| "Lovey-Dovey"                          | T-ara                                              | 2012 | 3.76                  |
| "Yeosu Night Sea"                      | Busker Busker                                      | 2012 | 3.76                  |
| "All for You"                          | Seo In-guk và Jung Eun-ji                          | 2012 | 3.67                  |
| "Having an Affair"                     | Park Myung-soo và G-Dragon hợp tác với Park Bom    | 2011 | 3.66                  |
| "I Turned Off the TV..."               | Leessang hợp tác với Yoon Mi-rae và Kwon Jung-yeol | 2011 | 3.63                  |
| "The Boys"                             | Girls' Generation                                  | 2011 | 3.62                  |
| "Rolling in the Deep"                  | Adele                                              | 2011 | 3.61                  |
| "Good Bye Baby"                        | Miss A                                             | 2011 | 3.6                   |
| "Blue"                                 | Big Bang                                           | 2012 | 3.56                  |
| "Loving U"                             | Sistar                                             | 2012 | 3.44                  |
| "Alone"                                | Sistar                                             | 2012 | 3.42                  |
| "On Rainy Days"                        | Beast                                              | 2011 | 3.36                  |
| "Can't Let You Go Even If I Die"       | 2AM                                                | 2010 | 3.36                  |
| "Dream Girl"                           | Busker Busker                                      | 2011 | 3.35                  |
| "Bad Girl Good Girl"                   | Miss A                                             | 2010 | 3.33                  |
| "Oh!"                                  | Girls' Generation                                  | 2010 | 3.33                  |
| "Ugly"                                 | 2NE1                                               | 2011 | 3.33                  |
| "Heaven"                               | Ailee                                              | 2012 | 3.28                  |
| "Fiction"                              | Beast                                              | 2011 | 3.26                  |
| "Every End of the Day"                 | IU                                                 | 2012 | 3.25                  |
| "Payphone"                             | Maroon 5 hợp tác với Wiz Khalifa                   | 2012 | 3.15                  |
| "If You Really Love Me"                | Busker Busker                                      | 2012 | 3.13                  |
| "Apgujeong Nallari"                    | Yoo Jae-suk và Lee Juck                            | 2011 | 3.08                  |
| "Hot Summer"                           | f(x)                                               | 2011 | 3.05                  |
| "I Go Crazy Because of You"            | T-ara                                              | 2010 | 3.04                  |
| "Lonely"                               | 2NE1                                               | 2011 | 3.04                  |
| "Back in Time"                         | Lyn                                                | 2012 | 3.04                  |
| "Starlight Moonlight"                  | Secret                                             | 2011 | 3.02                  |

## Đĩa đơn bán chạy nhất theo năm (kể từ năm 2010)

### Bài hát trong nước
| Năm  | Bài hát                                | Nghệ sĩ/Nhóm nhạc                     | Doanh số hàng năm | Tổng doanh số |
| ---- | -------------------------------------- | ------------------------------------- | ----------------- | ------------- |
| 2010 | "Can't Let You Go Even If I Die"       | 2AM                                   | 3,352,827         | 3,353,000     |
| 2011 | "Roly-Poly"                            | T-ara                                 | 4,077,885         | 4,375,000     |
| 2012 | "Gangnam Style"                        | Psy                                   | 3,842,109         | 4,041,000     |
| 2013 | "Shower of Tears"                      | Baechigi hợp tác với Ailee            | 1,880,676         | 2,087,000     |
| 2014 | "Some"                                 | Soyou và Junggigo hợp tác với Lil Boi | 2,212,895         | 2,868,000     |
| 2015 | "Bang Bang Bang"                       | Big Bang                              | 1,581,284         | 2,500,000     |
| 2016 | "Rough"                                | GFriend                               | 1,903,126         | 2,500,000     |
| 2017 | "I Will Go to You Like the First Snow" | Ailee                                 | 2,488,341         | 2,500,000     |
| 2018 | "Love Scenario"                        | iKon                                  | 2,500,000         | 2,500,000     |
| 2019 | "Gotta Go"                             | Chungha                               | —                 | —             |
| 2020 | "Any Song"                             | Zico                                  | —                 | —             |

### Bài hát quốc tế
| Năm  | Bài hát                | Nghệ sĩ/Nhóm nhạc                       | Doanh số hàng năm | Tổng doanh số |
| ---- | ---------------------- | --------------------------------------- | ----------------- | ------------- |
| 2010 | "Tik Tok"              | Kesha                                   | 1,412,653         | 2,512,000     |
| 2011 | "Moves Like Jagger"    | Maroon 5 hợp tác với Christina Aguilera | 2,149,469         | 5,520,000     |
| 2012 | "Moves Like Jagger"    | Maroon 5 hợp tác với Christina Aguilera | 2,467,487         | 5,520,000     |
| 2013 | "Call Me Maybe"        | Carly Rae Jepsen                        | 1,012,893         | 2,500,000     |
| 2014 | "Let It Go"            | Idina Menzel                            | 1,774,594         | 2,059,000     |
| 2015 | "Sugar"                | Maroon 5                                | 1,346,468         | 2,500,000     |
| 2016 | "I'm Not the Only One" | Sam Smith                               | 969,207           | 2,987,616     |
| 2017 | "Shape of You"         | Ed Sheeran                              | 1,936,653         | 2,500,000     |
| 2018 | "Havana"               | Camila Cabello                          | 2,500,000         | 2,500,000     |
| 2019 | "2002"                 | Anne-Marie                              | —                 | 2,500,000     |
| 2020 | "2002"                 | Anne-Marie                              | —                 | 2,500,000     |

## Nghệ sĩ có nhiều bài hát được tải xuống nhất (kể từ năm 2010)
| # | Nghệ sĩ/nhóm      | Số bài hát | Bài hát                                                                           |
| - | ----------------- | ---------- | --------------------------------------------------------------------------------- |
| 1 | IU                | 6 bài hát  | "You and I" Through the Night" Good Day" "Nagging" "Every End of the Day" Friday" |
| 2 | Busker Busker     | 4 bài hát  | "Cherry Blossom Ending" Yeosu Night Sea" "Dream Girl" "If You Really Love Me"     |
| 2 | T-ara             | 4 bài hát  | "Roly-Poly" Lovey-Dovey" Cry Cry" I Go Crazy Because of You"                      |
| 3 | Sistar            | 3 bài hát  | "So Cool" Loving U" Alone"                                                        |
| 3 | 2NE1              | 3 bài hát  | "I Am the Best" Ugly" Lonely"                                                     |
| 4 | Beast             | 2 bài hát  | "On Rainy Days" Fiction"                                                          |
| 4 | Big Bang          | 2 bài hát  | "Fantastic Baby" Blue"                                                            |
| 4 | Maroon 5          | 2 bài hát  | "Moves like Jagger" Payphone"                                                     |
| 4 | Miss A            | 2 bài hát  | "Good Bye Baby" Bad Girl Good Girl"                                               |
| 4 | Girls' Generation | 2 bài hát  | "The Boys" Oh!"                                                                   |
| 4 | Ailee             | 2 bài hát  | "Heaven" I Will Go To You Like the First Snow"                                    |